# Marsha Ivins
Marsha Sue Ivins (* 15. April 1951 in Baltimore, Maryland) ist eine ehemalige US-amerikanische Astronautin. 
Ivins erhielt 1973 einen Bachelor in Luft- und Raumfahrttechnik von der University of Colorado. Anschließend arbeitete sie ab Juli 1974 bis 1980 als Ingenieurin am Johnson Space Center der NASA, unter anderem an der Entwicklung eines Displays für das Space-Shuttle-Cockpit. Ab 1980 wurde sie als Technikerin für das Shuttle Training Aircraft und als Copilotin für das administrative Flugzeug der NASA, eine Gulfstream 1, eingesetzt.

## Astronautentätigkeit

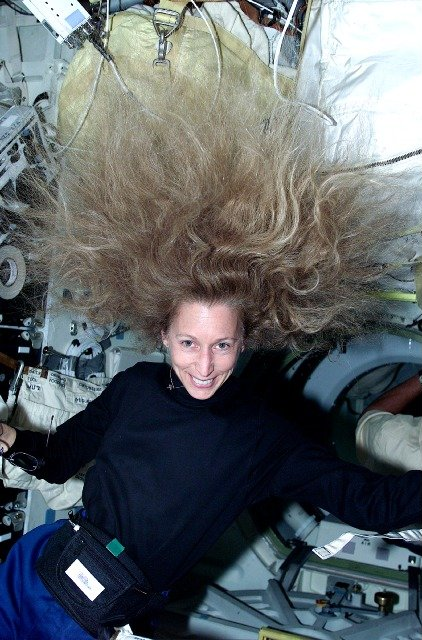
Ivins experimentiert mit der Schwerelosigkeit während STS-98

Ivins bewarb sich erfolglos für die neunte Astronautengruppe der NASA. Im Mai 1984 wurde sie jedoch mit der zehnten Gruppe angenommen und anschließend zur Missionsspezialistin ausgebildet.

### STS-32
Mit der Raumfähre Columbia flog Ivins am 9. Januar 1990 zum ersten Mal ins All. Zu den Hauptaufgaben des Fluges gehörte das erfolgreiche Aussetzen des Nachrichtensatelliten Syncom IV-F5 und das Bergen der Forschungsplattform LDEF mit dem Roboterarm.

### STS-46
Ivins startete mit dem Space Shuttle Atlantis am 31. Juli 1992 zur Mission STS-46. Während des achttägigen Fluges wurde der Satellit EURECA ausgesetzt sowie Erprobungen mit dem Tethered Satellite System (TSS) durchgeführt.

### STS-62
Am 4. März 1994 startete Ivins mit der Raumfähre Columbia zu ihrem dritten Weltraumflug. Nutzlast waren die United States Microgravity Payload 2 (USMP) und Office of Aeronautics and Space Technology 2 (OAST). Mit diesen Nutzlasten konnten die Auswirkungen der Schwerelosigkeit erforscht werden.

### STS-81
Am 12. Januar 1997 flog Ivins mit der Raumfähre Atlantis zur Raumstation Mir. Im Mittelpunkt standen der Materialtransport und der Wechsel eines Besatzungsmitgliedes. Wissenschaftliche Experimente befanden sich im Mitteldeck der Fähre, andere waren in einem Spacehab-Doppelmodul untergebracht.

### STS-98
Ihre letzte Mission führte sie am 7. Februar 2001 mit der Raumfähre Atlantis zur Internationalen Raumstation (ISS). Dabei wurde das US-Raumlabor Destiny zur ISS gebracht und dort montiert. Außerdem wurde ein Andockstutzen versetzt und Versorgungsgüter für die erste Langzeitbesatzung mitgebracht.